# Mikael Österby
Sven Erik Mikael Österby, född 10 december 1971, är en svensk TV-chef. Han är programchef och ansvarig utgivare av externproducerade fakta- och kulturprogram på Sveriges Television.
Mikael Österby ansvarar årligen för över 1000 timmar till SVT PLAY, SVT1, SVT2 och Kunskapskanalen inom natur, vetenskap, historia, dokumentär, reality faktaunderhållning, musik, kultur. Han jobbar med visningsrätter och samproduktioner av utländska program.
Han anställdes på SVT 1997 och har arbetat med publikanalys, förtestning av piloter, programutveckling samt tablå- och programanalys och arbetade 2000–2005 med tablåplaneringen av SVT1 och SVT2. Han har en fil. kand. i psykologi och samma examen medie- och kommunikationsvetenskap.

## Ansvarig utgivare i urval
- Världens Natur
- Världens Historia
- Kulturstudion
- Kunskapskanalen (delansvarig)
- Planet under press (Greta - lyssna inte på mig, Attenborough och klimatkrisen)
- Vi överlevde R Kelly, Leaving Neverland
- True crime såsom Patty Hearst. Jonestown: självmordssekten, Barnhemssekten, Mordutredningen, Kallt blood, Överklassmördaren, Dejtingsvindlaren
- Sanningen om vikingar, Kvinnliga vikingakrigare, Vikingatidens stora äventyrare, Trettioåriga kriget - Sveriges skräckvälde i Europa, Svenska hemligheter - världens största sjöslag
- Blue Planet II, Planet Earth II, Dynasties, Serengeti, Det vilda Skandinavien
- Dokumentärserier såsom O.J Simpson - Made in America, Heroinets väg, Familjen Kennedy, Vietnam War
- År en miljon, Medicin med Mosley, För nationens bästa
- Sanningen om socker, Sanningen om träning, Sanningen om sömn, Sanningen om kalorier, Sanningen om fetma, Sanningen om alkohol, Sanningen om stress
- Louis Theroux och Stacey Dooley
- Gift vid första ögonkast, Första dejten, Kärlek & Fördom, Akuten, Elitstyrkans hemligheter, Myteriet
- Musikdokumentärer såsom: Beatles: Eight days a week, Avicii: true stories, David Bowie: first years, Elvis Presley: The searcher,
- Engelska antikrundan, 100 procent bonde, Där ingen skulle tro att någon kunde bo
- Världens undergång: Kalla kriget, Judarnas historia, Berättelsen om Jesus, Världens undergång: Hitlers uppgång och fall, Världens undergång: andra världskriget, Mänsklighetens historia, Romarrikets avgörande dagar, Civilisationen - den skapande människan, Första människan, Hitlers innersta krets, Europas dramatiska historia